# HD 210702 b
HD 210702 b es un exoplaneta situado a unos 182 años luz de distancia en la constelación de Pegaso, en órbita alrededor del estrella HD 210702. Este planeta, junto con HD 175541 b y HD 192699 b, son los planetas alrededor de estrellas de masa intermedia que se anunciaron en abril de 2007 por Johnson et al. Tiene por lo menos el doble de la masa de  Júpiter y órbitas con un semieje mayor de 1,17  UA, que corresponde a un período de 341,1 días. 
Planetas alrededor de subgigantes de masa intermedia proporcionan pistas para la historia de la  formación y  inmigración de los planetas alrededor de estrellas del tipo A.